# 団体
団体（だんたい）とは、二人以上の者が共同の目的を達成するために結合した集団。
たとえば企業や組合などがこれに該当する。法的には、社団（人の集合体）や財団（財産の集合体）など。
一般的に団体というと、社団の意味として用いられることが多く、特に自然人（個人）の集合体を指すことが多い。法律や規則によっては一人でも団体と見なされるものもある（たとえば日本で発起人が全出資をして会社を設立した場合、同人の個人サークルなど）。
なお、団体が財団の意味として用いられることは少ないが、まったくないわけではない。

## 日本の法令における団体
日本の法令において、団体は次のように言及、定義されている。
犯罪などに関する団体
- 無差別大量殺人行為を行った団体の規制に関する法律（平成11年法律第147号）第4条第2項

この法律において「団体」とは、特定の共同目的を達成するための多数人の継続的結合体又はその連合体をいう。ただし、ある団体の支部、分会その他の下部組織も、この要件に該当する場合には、これに対して、この法律による規制を行うことができるものとする。
（なお、破壊活動防止法〈昭和27年法律第240号〉の第4条第3項にも同様の規定がある。）
- 組織的な犯罪の処罰及び犯罪収益の規制等に関する法律（平成11年法律第136号）第2条第1項

この法律において「団体」とは、共同の目的を有する多数人の継続的結合体であって、その目的又は意思を実現する行為の全部又は一部が組織（指揮命令に基づき、あらかじめ定められた任務の分担に従って構成員が一体として行動する人の結合体をいう。以下同じ。）により反復して行われるものをいう。
地縁による団体
町または字（大字・小字）の区域その他市町村内の一定の区域に住所を有する者の地縁に基づいて形成された団体で、地方自治法第260条の2に規定されている。
不動産を保有するため市町村の認可を受け、権利を有し義務を負う。